# Plein Pot
Pour plus de détails, voir Fiche technique et Distribution.
Plein Pot ou À fond la caisse au Québec (License to Drive) est un film américain réalisé par Greg Beeman, sorti en 1988.

## Synopsis
Les Anderson est un adolescent de 16 ans qui rêve d'obtenir le permis de conduire afin d'impressionner la belle Mercedes. Passant le concours avec sa sœur, il obtient un grand nombre de mauvaises réponses, mais, excédé, tape sur son ordinateur, faisant stopper les autres ordinateurs du concours. Les résultats non connus, il passe l'examen de conduite brillamment, obtenant ainsi son permis. Mais les résultats sont découverts et Les perd le fameux sésame pour la conduite. Son père le punit quinze jours après avoir fait croire à sa famille qu'il détenait le permis. Passant outre à la punition, Les décide d'emprunter la Cadillac de son père et partir en virée avec Mercedes. Mais tout ne se passe pas comme prévu…

## Fiche technique
- Titre : Plein Pot
- Titre alternatif français : Rouge Cabriolet[1]
- Titre québécois : À fond la caisse
- Titre original : License to Drive
- Réalisation : Greg Beeman
- Scénario : Neil Tolkin
- Musique : Jay Ferguson
- Photographie : Bruce Surtees
- Montage : Wendy Greene Bricmont et Stephen Semel (en)
- Production : John A. Davis, Andrew Licht et Jeffrey A. Mueller
- Société de production : 20th Century Fox et Davis Entertainment
- Pays :  États-Unis
- Genre : Comédie
- Durée : 88 minutes
- Date de sortie : 
  - États-Unis : 6 juillet 1988
  - France : 19 juillet 1989 (sortie en province[1])

## Distribution
- Corey Haim  (VF : Luq Hamet)  : Les Anderson
- Corey Feldman  (VF : Mark Lesser)  : Dean
- Michael Manasseri : Charles
- Carol Kane  (VF : Marie Vincent)  : Mme Anderson
- Richard Masur  (VF : Marc Alfos)  : M. Anderson
- Heather Graham  (VF : Malvina Germain)  : Mercedes
- Nina Siemaszko : Natalie Anderson
- Grant Heslov : Karl
- James Avery : l'examinateur de Les
- Grant Goodeve : l'examinateur de Natalie
- Helen Hanft : Miss Hellberg